# صموئيل بربور
صموئيل بربور (بالإنجليزية: Samuel Barbour)‏ هو كيميائي أسترالي، ولد في 1860، وتوفي في 3 يونيو 1938.